# Деребчин
Деребчи́н (укр. Деребчин, пол. Derebczyn) — село в Шаргородском районе Винницкой области Украины.

## История
Первое письменное упоминание о Деребчине относится к 1648 году в циркулярах Богдана Хмельницкого. На карте Боплана он также был обозначен как поселение на берегу речки Деребчинка.
В энциклопедии Брокгауза и Ефрона находим, что Деребчин относился к Подольской губернии, Ямпольского уезда. Тогда здесь проживало 2033 человека, были 2 православные церкви и школа. У помещика, барона А. А. Маса — опытное поле на 22 десятины и сельскохозяйственная опытная станция; тут же дождемерная и грозовая станция. Дальнейшее развитие села было тесно связано с построением А. А. Массом сахарного завода.
Про название речки, которая протекает через село, много ходит легенд. Но в разных источниках её называют по-разному. В справочнике малых рек Украины она называется Деребчинка. На сайте Верховной рады Украины она называется Волчанка. В речку Деребчинка в районе села Деребчин впадает ручей Волчок. Для местных жителей он известен как технический пруд сахарного завода. Такая путаница связана с тем, что на местах, в советах, находятся люди, далеки от знаний географии о земле, на которой живут. Речка Волчанка протекает через соседнее село Зведёновку.
В июле 1995 года Кабинет министров Украины утвердил решение о приватизации находившихся здесь сахарного завода и обеспечивавшего его сырьём свеклосовхоза.
В июне 2000 года было возбуждено дело о банкротстве сахарного завода.
По переписи 2001 года население составляло 2201 человек.

## Религия
В селе действует Чудо-Михайловский храм Шаргородского благочиния Могилёв-Подольской епархии Украинской православной церкви. В селе Деребчин действует  костел. Построен во времена перестройки на  деньги мирян.

## Адрес местного совета
23532, Винницкая область, Шаргородский р-н, с. Деребчин, ул. Ленина, 93